# Stripped (Christina Aguilera)
(Aguilera su Stripped.)
Stripped è il quarto album in studio della cantautrice pop statunitense Christina Aguilera, pubblicato il 29 ottobre 2002 dall'etichetta discografica RCA, secondo album di inediti. Il lavoro di Aguilera è stato apprezzato dalla critica per la crescita personale della cantante evidenziata in alcune tracce. Dall'album sono stati estratti cinque singoli: il contestato e criticato Dirrty; la ballad Beautiful, vincitrice del Grammy Award per la miglior interpretazione vocale femminile pop, e 52° canzone più bella di tutti i tempi; il brano rock/R&B Fighter; l'inno femminista Can't Hold Us Down, nominato ai grammy per la miglior collaborazione pop vocale; e il tre volte nominato agli MTV Video Music Awards 2004, The Voice Within.

## Descrizione

### Composizione e produzione
Nel giugno del 2002 vennero confermate le varie collaborazioni di Aguilera con vari produttori e compositori come Scott Scorch, Glen Ballard e Linda Perry, venne confermata anche Alicia Keys che lavorò con Aguilera sulla traccia Impossible, canzone registrata agli Electric Studios di New York. Le registrazioni dell'album si svolsero, oltre che a New York, agli studi Conway di Los Angeles. Glen Ballard si disse impressionato dal ruolo che Aguilera assunse nella realizzazione dell'album e disse: «Penso che sia una magnifica compositrice. Sappiamo già che è una cantante fantastica, ma credo che potremmo attribuirle anche questa qualità. È davvero un'incredibile compositrice.» Grande coinvolgimento in quest'album è stato quello di Linda Perry che ha composto Beautiful proprio nel periodo della realizzazione di Stripped, Aguilera la sentì suonare la canzone al pianoforte e si disse subito interessata al brano. «Non avrei mai pensato in un milione di anni che lei potesse interessarsi a quella canzone. E quando lo fece, fu difficile per me lasciarla, perché era molto speciale per me. La condizione era: "ho bisogno di sentire come la canti." E quando la sentii, dissi okay», rivelò Linda Perry.
Durante la registrazione in studio dell'album, Aguilera ammise quanto fosse stato duro per lei far uscire quelle emozioni negative che la facevano star male, ma grazie all'aiuto di Perry riuscì a riversare quelle emozioni nelle sue canzoni. Un giorno in particolare, disse Aguilera a Rolling Stone, si sentiva estremamente nervosa e irritata e non riusciva a sbloccarsi, fino a che Perry non le consigliò semplicemente di urlare e gettare fuori le emozioni.
Durante un'intervista rilasciata alla rivista Rolling Stone, Linda Perry rivelò il titolo di alcune tracce dell'album: Beautiful, Cruise e Make Me Over. Gli ultimi due furono poi modificati in Cruz e Make Over. Parlando dell'album in generale rivelò che Stripped è estremamente diverso dal precedente Christina Aguilera non solo per i temi trattati, ma più per il coinvolgimento di Aguilera nella creazione dell'album. Il suo coinvolgimento non è solo a livello artistico ma anche personale, come rivelò lei stessa a TeenMusic.com: «In questo disco c'è molto del mio passato. (...) è come un libro aperto; una raccolta di storie, è come se stessi raccontando una storia dall'inizio alla fine (...) Ho molta aggressività dentro di me che necessita di uscire. La faccio uscire attraverso la musica, perché a causa del mio passato ho bisogno di un modo per rilasciare la rabbia, la frustrazione e il dolore. Questo album è stato una sorta di terapia.»
Nel settembre del 2002, un mese prima dell'uscita dell'album, la cantante rilasciò un'intervista telefonica alla rivista Jane Magazine spiegando che l'album era stato concepito per essere crudo e reale, con l'intento di mostrare la sua vera personalità e far dimenticare la sua vecchia immagine da brava ragazza datole dall'album precedente.

#### Il conflitto con la RCA
Durante la preparazione dell'album e la scelta del primo singolo, Aguilera ebbe delle divergenze con la sua etichetta discografica, la RCA Records. L'etichetta, rea di non voler mostrare, a detta della cantante, la sua vera persona, più volte invitò l'artista a non cambiare di molto il suo aspetto e le tematiche delle sue canzoni, cercando di mantenere intatta l'immagine da brava ragazza acquisita con l'album di debutto. Aguilera si scontrò con la RCA per creare l'album che desiderava, spiegò la motivazione della sua ostinazione, dopo l'uscita dell'album: «Stripped doveva essere un album sperimentale ed una rappresentazione di me stessa. Non mi importa se vendo una copia od un milione di copie. Doveva solo essere vero.» L'etichetta, infatti, consigliò ad Aguilera di non discostarsi dal genere di Christina Aguilera per non rischiare un calo di vendite, come rivelò un dipendente della RCA: «Christina vuole un sound più adulto. Ma la RCA pensa che se continuasse a fare pop adolescenziale, le vendite sarebbero assicurate. Non vogliono correre rischi.» Altri problemi nacquero quando Aguilera manifestò il desiderio di pubblicare come primo singolo Dirrty. Dopo numerosi battibecchi legati soprattutto all'immagine con la quale Aguilera voleva presentarsi nel nuovo video, Bob Jamieson, presidente della RCA, lasciò strada libera all'artista: «Si è responsabilizzata nei confronti della sua musica, e si sta prendendo la responsabilità della sua carriera.(...) Il video di Dirrty non è molto differente da quello che hanno fatto Madonna e Cher. I più grandi artisti dei giorni nostri sono artisti che sotto molti aspetti sono controversi e spontanei.»

### Stile musicale e temi

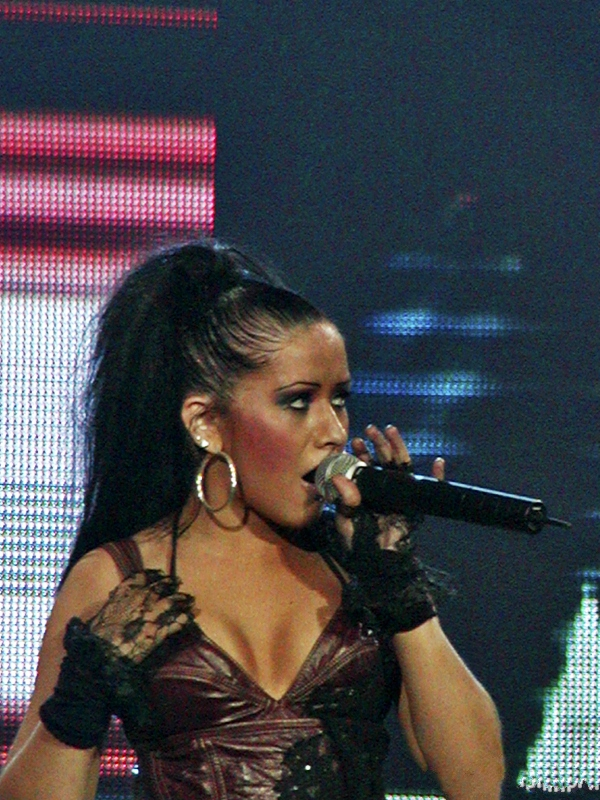
Aguilera si esibisce in Infatuation durante il tour promozionale.

Stripped è un album R&B e pop che include elementi soul, gospel, blues, rock e hip hop. A livello di contenuti, Aguilera, lo ha etichettato come "un album vero". Le venti tracce che compongono l'album toccano i temi più svariati.
La prima canzone dell'album, Can't Hold Us Down, in duetto con Lil Kim e quarto singolo estratto da Stripped, è un inno femminista dai beat hip-hop. Il testo sembra quasi una battaglia tra sessi, in cui Aguilera chiede perché le donne debbano essere chiamate con nomignoli offensivi solo perché un uomo non sa tenere loro testa e si sente meglio nel far sentire inferiore una donna. Nella seconda e nella terza strofa, la cantante si riferisce a qualcuno di famoso che ha usato il suo nome per ottenere popolarità: When a female fires back/Suddenly a big talker don't know how to act/So he does what any little boy will do/Making up a few false rumors or two - That for sure is not a man to me/Slanderin' names for popularity /It's sad you only get your fame through controversy/But now it's time for me to come and give you more to say (Quando una donna ribatte/Improvvisamente il gran parlatore non sa come comportarsi/Quindi fa ciò che ogni ragazzino farebbe/Inventa qualche falsa storiella - Sicuramente per me non è un uomo/Uno che diffama nomi per avere popolarità/È triste che l'unico modo che tu abbia per avere fama è attraverso le controversie/Ma ora è tempo che ti dia qualcosa in più di cui parlare). I versi sembrano quasi una risposta al brano The Real Slim Shady di Eminem, in cui il rapper aveva accusato Aguilera di aver fatto sesso orale con Carson Daly e Fred Durst. La canzone oltre a suonare come una risposta al rapper di Detroit, suona come un'accusa verso la società maschilista di oggi.
Walk Away, seconda traccia dell'album, è un brano soul introspettivo, che affronta il dolore di un amore finito. Secondo Greg Kot del Chicago Tribune «ricorda la sofisticatezza di Etta James». L'album prosegue con Fighter, terzo singolo estratto, definito da Sal Cinquemani di Slant Magazine un ibrido di genere R&B e rock. Il brano è rivolto ad una persona del passato della cantante che tradendola l'ha fatta crescere e diventare una combattente, è un brano rivolto a tutte le donne oppresse che hanno combattuto contro qualcosa. La successiva traccia, Infatuation, è una ballad pop latina, che, secondo Greg Kot del Chicago Tribune, «ricicla i vecchi cliché sui latin lover, richiamando debolmente brani come Livin' la vida loca di Ricky Martin e La isla bonita di Madonna». Il brano, scritto in collaborazione con Ramon Santana, parla di come si sentiva quando era innamorata del suo ex fidanzato e ballerino Jorge Santos. Continua a parlare della storia con Santos nella decima traccia, Underappreciated, anch'essa scritta a quattro mani con Santana, ma in questa canta del declino della relazione e di come la sua persona veniva data per scontata. Il brano funk Underappreciated, in cui il tono della voce di Aguilera è quello di un soprano, segue alla malinconica Loving Me 4 Me, che secondo Ed Masley del Pittsburgh Post-Gazzette ricorda i brani di Minnie Riperton.
L'undicesima traccia, il singolo Beautiful, è una ballata pop. Lorraine Smith di The F Word ha così commentato il testo: «Beautiful è una bellissima ballad, il suo testo rende leggero il cuore di ogni donna che si sia mai sentita grassa, brutta o vecchia per colpa degli stereotipi dei media e di partner insensibili.» Secondo Dave Gottlieb della RCA, il brano ruota tutto intorno ad un passaggio: Sono bellissima non importa ciò che dicono/ Le parole non possono buttarmi giù. L'album segue con Make Over, un brano garage rock, con influssi punk e ritmo hip-hop. Il testo del brano è uno di quelli più espliciti dell'intero album, nel coro Aguilera urla «salva le tue cazzate per un altro giorno» ad un qualcuno che è stato infedele e prosegue dicendo che la canzone è per lui e per tutti gli anni in cui l'ha offesa. La successiva, Cruz, è una pura traccia R&B in cui Aguilera fa sfoggio della sua estensione vocale.
Soar, quattordicesima traccia dell'album, è un altro brano gospel.
La diciannovesima traccia, I'm OK, è rivolta a suo padre Fausto. In questa canzone Aguilera parla dell'atmosfera che c'era nella sua casa, prima del divorzio dei suoi genitori. La cantante ha rivelato che con questo brano non voleva denunciare gli abusi del padre, ma aiutare se stessa; la canzone ha fatto parte di un suo processo di guarigione. Inoltre, voleva far capire alle persone che si trovano in situazioni difficili che c'è sempre un modo per uscirne. L'album termina con Keep on Singin' My Song, un brano gospel che si apre con un attacco di basso e batteria.

## Promozione
Il 24 febbraio 2002 Aguilera si esibì nello show di chiusura delle Olimpiadi invernali in uno dei brani di Stripped, Infatuation. Nonostante il brano non sia mai stato pubblicato come singolo, nel mese di ottobre del 2002, grazie all'ascolto libero concesso dalla RCA di alcuni brani dell'album, uscito qualche giorno dopo, raggiunse 1.980.000 ascolti in sole 24 ore su AOL Music. Per la promozione dell'album apparve in numerose trasmissioni, tra cui il Today Show a cui partecipò nel mese di novembre del 2002. In questa occasione Aguilera si esibì nei brani Beautiful, Impossible e in una versione a cappella di Come on Over (All I Want Is You). Nel mese di ottobre il canale MTV organizzò uno speciale dedicato ad Aguilera e all'album Stripped, intitolato Stripped in NYC.

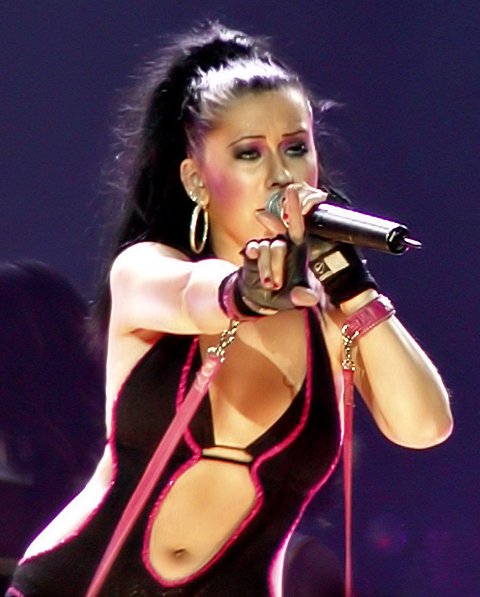
Aguilera durante lo Stripped World Tour.

### Singoli
- Dirrty è il primo singolo tratto da Stripped, pubblicato il 16 settembre 2002. Il singolo e il video scatenarono molte critiche, per la maggior fu bollato l'abbigliamento di Aguilera nel video, ritenuto troppo provocante.[60] Nonostante questo, l'album ricevette una nomination alla 45ª edizione dei Grammy Awards nella categoria "miglior interpretazione vocale pop" e debuttò alla prima posizione della classifica inglese.[61][62]
- Beautiful fu annunciato come secondo singolo dalla stessa Aguilera durante il B96 Halloween Bash di Chicago.[63] Venne poi pubblicato il 16 novembre 2002. Ricevette per la maggiore critiche positive e in particolar modo furono elogiate le capacità vocali di Aguilera sfoggiate in questo brano, come i melismi ricorrenti e «l'acrobaticità vocale».[3] Anche il testo fu molto apprezzato per la sua profondità, tanto da essere definita da Josh Kun di Spin «una devastante ballata introspettiva, un inno che suona perfettamente onesto».[51] Il brano è stato scritto da Linda Perry ed è un chiaro inno contro ogni tipo di discriminazione.[64] È il singolo di maggior successo dell'album, riuscì, infatti, a vincere un Grammy Award nel 2004 nella categoria "miglior interpretazione vocale femminile pop" ed entrò in top ten in numerosi paesi.[65][66]
- Fighter è il terzo singolo estratto, pubblicato il 13 marzo 2003. Ricevette critiche miste, per lo più fu criticato per la poca familiarità di Aguilera con il genere rock.[67] Fu certificato disco d'oro negli Stati Uniti e in Australia, per aver superato la soglia rispettivamente di 500.000 e 35.000 copie.[68][69] La canzone raggiunse solo la posizione numero venti della Billboard Hot 100,[70] si posizionò comunque nella maggior parte dei Paesi in top twenty.[71] Il brano è stato scritto da Aguilera e Scott Scorch e in alcuni passaggi la cantante si rivolge direttamente al padre che le ha fatto passare un'infanzia difficile.[72] Nel brano è presente una collaborazione: è infatti Dave Navarro, ex chitarrista dei Red Hot Chili Peppers a suonare la chitarra.[72] l video è incentrato sul cambiamento, ma sotto un'ottica naturale; si basa, infatti, sul ciclo vitale delle farfalle.[73]
- Can't Hold Us Down, canzone sull'empowerment femminile e sulle differenze tra uomo e donna, fu pubblicata come quarto singolo l'8 luglio 2003. Il brano doveva vedere la partecipazione di Eve, ma fu in seguito sostituita da Lil Kim per "differenze di pensieri e visioni".[74] Ricevette per lo più critiche negative, ma sia le critiche positive sia quelle negative si incentrarono sul testo. Solo la rivista Rolling Stone commentò la canzone sotto un punto di vista melodico, definendola «senza vita».[67] Il The Guardian la definì una canzone femminista con beat hip hop,[75] mentre il Pittsburgh Post Gazzette ritenne alla fine deludente il testo, che nato per diventare un inno femminista, si rivelò poi di poco effetto e superficiale.[46] Nonostante tutto, il brano riuscì a piazzarsi nella top ten di alcuni paesi, tra cui: Inghilterra, Australia e Nuova Zelanda. Nella Billboard Hot 100 raggiunse solo la posizione numero dodici.[70]
- The Voice Within fu pubblicato come quinto e ultimo singolo dell'album, il 26 ottobre 2003. Il brano, scritto da Aguilera e Glen Ballard, non ebbe molto successo negli Stati Uniti dove raggiunse solo la posizione numero trentatré.[70] Il video, diretto da David LaChapelle, lo stesso regista del video di Dirrty, è stato influenzato dal neorealismo, in particolar modo, come spiegò LaChappelle, dal film di Vittorio De Sica La ciociara interpretato da Sophia Loren.[76]

Sono stati inoltre pubblicati due singoli promozionali: Infatuation e Walk Away. Quest'ultimo è riuscito ad entrare in classifica in Danimarca alla posizione numero trentacinque.

## Accoglienza
| Recensione               | Giudizio |
| ------------------------ | -------- |
| AllMusic                 |          |
| Entertainment Weekly     | (C)      |
| Rolling Stone            |          |
| NME                      |          |
| Pittsburgh Post-Gazzette |          |
| Slant Magazine           |          |
| The Guardian             |          |
| Spin                     |          |

Stripped ha ricevuto critiche miste. Entertainment Weekly ha dato una C all'album, sottolineando la differenza con l'album Christina Aguilera e di come Stripped sia maggiormente maturo a livello di testi ma anche di stile musicale, infatti, in questo album Aguilera affronta una vasta gamma di generi: «vuole far vedere il vario assortimento dei suoi interessi - soul vamp, semi-metal, piano-bar, R&B calmo o tempestoso, ritmi hip hop e rock esotico, il tutto doverosamente eseguito bene». Rolling Stone lo ha definito un album adulto e ha lodato brani come «la sofisticata Walk Away e il sensuale flamenco Infatuation», ma allo stesso tempo ne ha criticati altri come Fighter definita «una sterile escursione nel rock» e Can't Hold Us Down «che risulta priva di vita». Betty Clarke di The Guardian ha criticato l'album nel complesso, «Stripped si percepisce come troppo lungo, troppo sentimentale e troppo vestito». Ma allo stesso tempo ha elogiato alcune tracce come I'm OK («brutalmente onesta»), Make Over («abbastanza disperata da accontentare tutti»), e la stessa Aguilera: «Quando Aguilera sta male - e fa del sesso la sua forza motivante, e non la fiducia in sé stessi - è migliore». Il giornale online NME ha dato un punteggio di 6/10 a Stripped paragonandolo a Rainbow di Mariah Carey per la prematura maturità di Aguilera espressa nell'album, ma comunque «affascinante in un modo macabro». Billboard lo ha definito un album «ricco di profondità piacevolmente sorprendente» che presenta tratti di due contemporanee di Aguilera: la sensualità provocante di Britney Spears e passi dance-rock rompi schemi degni di Missundaztood di Pink. La rivista ha inoltre sottolineato il miglioramento di Aguilera nell'uso della voce. Dan Aquilante del New York Post ha recensito l'album soffermandosi su alcune canzoni e ha dichiarato che Stripped è «l'album che sosterrà la carriera di Aguilera. Ha onestà, passione e le ha dato quel genere di credibilità che non hanno nemmeno le maggiori star teen-pop». Ed Masley del Pittsburgh Post-Gazette ha dato all'album due stelle su cinque, ha recensito in maniera positiva alcune tracce come Beautiful, Impossible e Walk Away, ma l'album nell'insieme «funziona meglio quando Aguilera non tenta così fortemente di apparire sporca e oscena». Josh Kun della rivista Spin ha definito Stripped «artisticamente ovunque, è un passo verso l'hip-hop, un passo verso il rock, è ghetto, è Disney». Ha aggiunto: «È una dichiarazione d'indipendenza. [...] In Stripped Aguilera dice chiaramente cosa vuole, essere libera con il suo corpo, la sua arte e il suo cuore». Il New York Daily ha recensito positivamente l'album e il lavoro di Aguilera in esso, elogiando le sue competenze di natura tecnica e di come la cantante «cerchi di essere presa sul serio più che mai con la sua musica». Rob O' Connor di Yahoo ha definito Stripped «una collezione di canzoni elaborate che utilizza i talenti di molti veterani del settore. [...] Nel complesso, l'album è un po' più rock, un po' più sofisticato e include l'ingresso artistico della stessa artista. Una meraviglia in questi tempi moderni». Sal Cinquemani di Slant Magazine ha dato 3 stelle su 5 all'album definendolo «più un evento che un album [...] con così tanta produzione ed eccitazione, potrebbe benissimo passare per un album di Janet Jackson. [...] Nonostante tutto il dramma (nei testi), però, l'Aguilera mette in chiaro un punto: lei non è Britney Spears - e potrebbe essere tutto ciò che le serve per superare la temuta caduta dei principianti». Eric R. Danton del Hartford Courant ha sottolineato «l'impressionante crescita di Aguilera, sia come cantante che come compositrice», recensendo positivamente l'album: «Il suo talento traspare chiaramente in Stripped e anche se l'album è in definitiva un po' incoerente, forse è semplicemente il passo successivo verso la piena realizzazione del suo abbagliante potenziale artistico». Infine, anche Greg Kot del Chicago Tribune ha notato un qualcosa che porterebbe a pensare che Stripped possa essere un lavoro di Janet Jackson, sotto il punto di vista delle tematiche: «Stripped appare come un incrocio tra la dichiarazione del risveglio della propria forza sessuale dell'album janet. del 1993 di Janet Jackson e un Missundaztood di Pink del 2001». Ha evidenziato anche l'importanza e il peso della presenza di Linda Perry che ha dato «un tocco reale» e «ha fornito il materiale di cui la voce di Aguilera aveva bisogno». Aggiungendo: «Questa ragazza sa cantare. Alla base dell'estensione vocale dalle multi ottave c'è un ringhio con l'anima striata di pesantezza, che smentisce la sua età. Una voce piena contro i trilli ariosi di Mariah Carey e Céline Dion, lei viene fuori come una forte Aretha Franklin». Oltre a questo, «cosa ancor più incoraggiante è il fatto che Aguilera ha capito che crescere non significa solo togliersi i vestiti di dosso. Significa liberare le sue capacità da compositrice. [...] Alla fine l'affascinante Stripped risulta ben riuscito».

## Tour

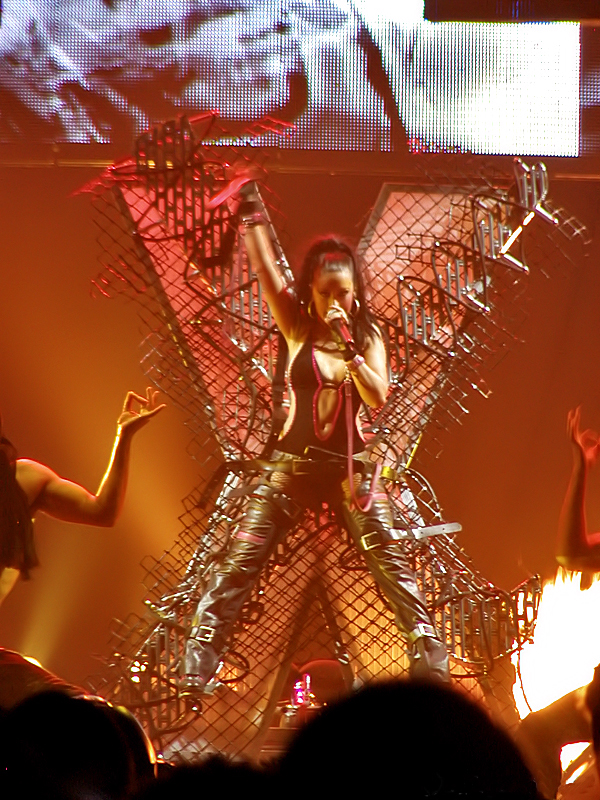
La "X" scenografica del tour.

Nel febbraio del 2003 Christina Aguilera e Justin Timberlake hanno annunciato la partenza del loro primo tour insieme, programmata per il 4 giugno 2003. Il tour, chiamato Justified & Stripped Tour, si è svolto in 45 tappe, ha toccato le maggiori città statunitensi ed ha incassato oltre 45 milioni di dollari. Timberlake, ha rivelato ad MTV che l'idea di intraprendere un tour con Aguilera è nata per un semplice fattore di "innovazione". Nella data d'apertura del tour, svoltasi a Phoenix, Aguilera ha detto, rivolgendosi al pubblico: «Grazie per essere venuti. Non salgo su un palco come questo da molto tempo. [...] Si, sono cresciuta un po'. Ora ho 22 anni e sono felice del fatto che voi siate cresciuti con me.» Durante la sua parte di tour (i due cantanti si sono esibiti a turno) sullo stage era presente una X gigante a simboleggiare X-tina, il soprannome datole da uno dei produttori proprio durante la creazione di Stripped, soprannome con cui ancora oggi viene chiamata. Nella scaletta, oltre alle tracce di Stripped, è stata presentata una nuova versione, più metallica di Genie in a Bottle. Si è inoltre esibita in Lady Marmalade, At Last di Etta James, e durante l'esibizione di Beautiful ha indossato una t-shirt contro il razzismo con scritto: Dio non vede colori. La scaletta si è ripetuta per ogni tappa, comprese quelle del secondo leg, partito nel settembre del 2003, che non ha visto la presenza di Justin Timberlake, diventando il vero e proprio tour promozionale di Aguilera denominato Stripped World Tour.

## Problemi legali
Make Over fu al centro di una controversia nel Regno Unito quando i critici commentarono la sua similitudine col singolo di debutto delle Sugababes, Overload. Quando Stripped fu inizialmente pubblicato, la cantante e Linda Perry erano accreditate come autrici della canzone. Poco tempo dopo la ASCAP diede crediti addizionali agli autori di Overload - Keisha Buchanan, Mutya Buena, Siobhán Donaghy, Jonathan Lipsey, Felix Howard, Cameron McVey, e Paul Simm. La confessione non è mai stata ammessa pubblicamente, ma Make Over è stata rimossa dalla lista tracce del seguente DVD di Aguilera, Stripped Live in the UK.

## Tracce
CD (RCA 74321 96125 2 BMG)
1. Stripped Intro – 1:39
2. Can't Hold Us Down (feat. Lil' Kim) – 4:16 (Christina Aguilera, Scott Storch, Matt Morris)
3. Walk Away – 5:47 (Christina Aguilera, Scott Storch, Matt Morris)
4. Fighter (feat. Dave Navarro) – 4:06 (Christina Aguilera, Scott Storch)
5. Primer Amor Interluder – 0:54
6. Infatuation – 4:18 (Christina Aguilera, Scott Storch, Matt Morris)
7. Loves Embrace Interluder – 0:46
8. Loving Me 4 Me – 4:37 (Christina Aguilera, Scott Storch, Matt Morris)
9. Impossible – 4:15 (Alicia Keys)
10. Underappreciated – 4:00 (Christina Aguilera, Scott Storch, Matt Morris)
11. Beautiful – 3:58 (Linda Perry)
12. Make Over – 4:13 (Christina Aguilera, Linda Perry)
13. Cruz – 3:49 (Linda Perry, Christina Aguilera)
14. Soar – 4:46 (Christina Aguilera, Robert Hoffman, Heather Holley)
15. Get Mine, Get Yours – 3:44 (Christina Aguilera, Balewa Muhammad, Steve Morales, David Siegel)
16. Dirrty (feat. Redman) – 4:58 (Christina Aguilera, Dana Stinson, Balewa Muhammad, Jasper Cameron, Reggie Noble)
17. Stripped Pt. 2 – 0:46
18. The Voice Within – 5:03 (Christina Aguilera, Glen Ballard)
19. I'm OK – 5:19 (Christina Aguilera, Linda Perry)
20. Keep on Singin' My Song – 5:58 (Christina Aguilera, Scott Storch)

Durata totale: 77:12

## Formazione
- Christina Aguilera – voce
- Uriah Duffy – basso
- Damon Fox – tastiera
- Kameron Houff – batteria (tracce 1, 2, 4–5)
- Rufus Jackson – basso (traccia 9)
- Brian MacLeod – batteria (traccia 11)
- Max Elizondo – basso (traccia 18)
- Glen Ballard – chitarra (traccia 18)
- Taurus Marleen – basso (traccia 20)

## Successo commerciale

### Stati Uniti e Canada
Nella settimana del 16 novembre 2002, Stripped ha debuttato alla seconda posizione della Billboard 200 registrando oltre 330.000 copie vendute. Perde due posizioni nella seconda settimana, avendo venduto solo 168.000 copie, lascia così la seconda posizione al compagno di tour Justin Timberlake e al suo Justified, che riesce a vendere più del doppio di Stripped, 439.000 copie. Nella classifica del 30 novembre 2002 scende di altre tre posizioni, fermandosi alla numero 7, per via di un calo di vendite del 30% (118.000 copie). Le vendite calano ancora, e nella settimana seguente esce dalla top ten, ma riesce a rientrarci in quel del 4 gennaio 2003, arrivando ad occupare la decima posizione. Nella settimana seguente ha un incremento di vendite, vende 207.000 copie, che le permette di salire di due posizioni, accorciando così le distanze dal podio, che dista solo 55.000 copie. Nella settimana del 18 gennaio, decima settimana consecutiva di permanenza nella classifica, recupera altre cinque posizioni, arrivando così alla numero 5, ma dopo sette giorni, per via delle basse vendite, solo 56.000 copie, crolla di nuovo alla numero 10. Nella prima settimana di febbraio 2003 vende ancora meno, solo

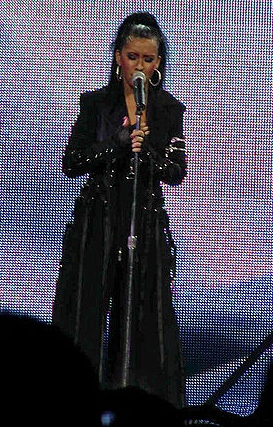
Aguilera si esibisce in The Voice Within

 54.000 copie, ma riesce comunque a salire di una posizione, ma non resiste a lungo nella top ten, uscendone la settimana successiva. Non è più riuscito ad entrare nella top ten, ma è rimasto nella classifica per settantanove settimane, e si è posizionato alla numero dieci della classifica Best of 2003 degli album della Billboard.

### Regno Unito ed Irlanda
L'album ha debuttato solo alla posizione numero 19 della Official Albums Chart, penalizzato dalle controversie nate dopo la pubblicazione di Dirrty. Nella settimana successiva del 16 novembre 2002, mentre debutta sul podio della Billboard 200, nel Regno Unito perde dieci posizioni, posizionandosi alla numero 29.
Nella prima settimana di febbraio raggiunge la posizione numero 6, rimanendo in top ten per undici settimane consecutive. Arriva alla seconda posizione, suo massimo posizionamento, nella settimana del 15 marzo 2003, trainato dal successo di Beautiful, pubblicato nel Regno Unito ad inizio marzo.

## Classifiche
| Classifica (2002/2003) | Posizione massima |
| ---------------------- | ----------------- |
| Australia              | 7                 |
| Austria                | 10                |
| Belgio (Fiandre)       | 7                 |
| Belgio (Vallonia)      | 46                |
| Canada                 | 3                 |
| Danimarca              | 12                |
| Francia                | 49                |
| Germania               | 6                 |
| Irlanda                | 2                 |
| Italia                 | 16                |
| Norvegia               | 10                |
| Nuova Zelanda          | 5                 |
| Paesi Bassi            | 3                 |
| Regno Unito            | 2                 |
| Stati Uniti            | 2                 |
| Svezia                 | 13                |
| Svizzera               | 9                 |
| Ungheria               | 39                |

| Classifica (2004/2005) | Posizione massima |
| ---------------------- | ----------------- |
| Australia              | 13                |
| Austria                | 24                |
| Belgio (Fiandre)       | 21                |
| Belgio (Vallonia)      | 67                |
| Danimarca              | 5                 |
| Francia                | 133               |
| Irlanda                | 9                 |
| Norvegia               | 31                |
| Nuova Zelanda          | 16                |
| Paesi Bassi            | 25                |
| Regno Unito            | 8                 |
| Spagna                 | 60                |
| Svezia                 | 19                |
| Svizzera               | 19                |

| Classifica (2006) | Posizione massima |
| ----------------- | ----------------- |
| Regno Unito       | 49                |

### Classifiche di fine anno
| Classifiche di fine anno del 2002 | Posizione |
| --------------------------------- | --------- |
| Regno Unito                       | 110       |
| Classifiche di fine anno del 2003 | Posizione |
| Australia                         | 12        |
| Austria                           | 31        |
| Belgio (Fiandre)                  | 17        |
| Francia                           | 140       |
| Irlanda                           | 5         |
| Paesi Bassi                       | 11        |
| Regno Unito                       | 3         |
| Stati Uniti                       | 10        |
| Svizzera                          | 54        |
| Ungheria                          | 79        |
| Classifiche di fine anno del 2004 | Posizione |
| Australia                         | 58        |
| Svizzera                          | 88        |
| Regno Unito                       | 65        |

### Classifiche decennali
| Anni 2000   | Posizione |
| ----------- | --------- |
| Australia   | 66        |
| Stati Uniti | 77        |

## Pubblicazione
| Paese         | Data            | Etichetta              |
| ------------- | --------------- | ---------------------- |
| Nuova Zelanda | 19 luglio 2002  | BMG Records            |
| Italia        | 7 ottobre 2002  | BMG Records            |
| Danimarca     | 7 ottobre 2002  | BMG Records            |
| Germania      | 7 ottobre 2002  | BMG Records            |
| Spagna        | 7 ottobre 2002  | BMG Records            |
| Svezia        | 7 ottobre 2002  | BMG Records            |
| Regno Unito   | 26 ottobre 2002 | Sony Music CMG         |
| Australia     | 27 ottobre 2002 | RCA Records            |
| Canada        | 29 ottobre 2002 | Sony Music Canada Inc. |
| Francia       | 29 ottobre 2002 | RCA Records            |
| Russia        | 29 ottobre 2002 | RCA Records            |
| Stati Uniti   | 29 ottobre 2002 | RCA Records            |
| Giappone      | 30 ottobre 2002 | RCA Records            |